# الموقع الأثري بمكثر
الموقع الأثري بمكثر  في بقايا مكتريس  القديمة، هو موقع أثري يقع في مدينة مكثر في الوسط الغربي لتونس.

يعتبر هذا الموقع من أكبر المواقع في البلاد، وجزء هام منه لم يشهد حفريات حتى اليوم، ولذلك وضعه يشبه وضع بولا ريجيا. مكانه الجغرافي وابتعاده عن الساحل السياحي للبلاد يمكن أن يكون سببا لقلة الاهتمام به.

يوجد في الموقع متحف صغير يستقبل بعض القطع الأثرية التي وجدت على عين المكان، بينما جزء هام ثانٍ موجود في متاحف أخرى وخاصة المتحف الوطني بباردو.

## الموقع

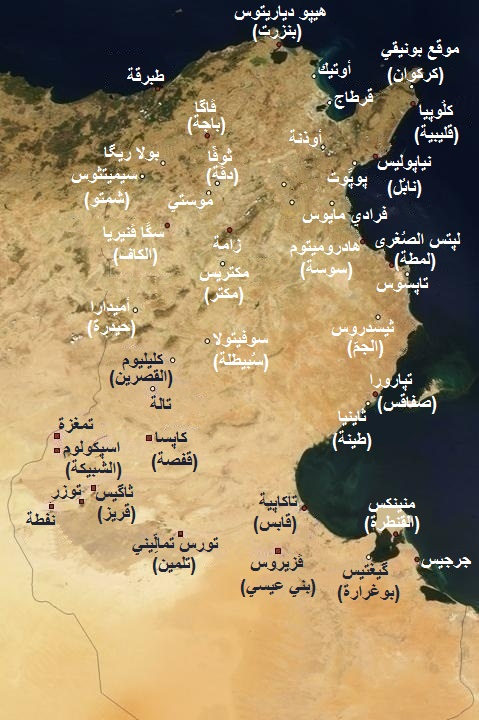

تم إنشاء المدينة على الحدود بين الشمال الغربي والوسط الغربي للبلاد التونسية ، على بعد 150 كيلومترًا جنوب غرب قرطاج و 70 كيلومترًا جنوب شرق سيكا فينيريا على حافة هضبة على ارتفاع 900 متر بين وديان الأوزفة وصابون و هو موقع إستراتيجي في المقام الأول يسهل الدفاع عنه عسكريا.

## مقالات ذات صلة
- حضارة قرطاجية
- أفريقيا الرومانية
- متحف مكثر

## روابط خارجية
- الموقع الأثري بمكثر على موقع المعهد الوطني للتراث.
- موقع مكتريس الأثري مكثر على موقع وكالة إحياء التراث والتنمية الثقافية.